# Амфиса
Амфиса (на гръцки: Άμφισσα) е малък град в Централна Гърция.
Амфиса граничи на изток с планината Парнас. Намира се в префектурата Фокида на Коринтския залив и южно от Ламия, северозападно от Атина, Ливадия, Делфи и 13 км от Итея. Има 9.248 жители (2001 г.)
Амфиса е населена още по времето на Троянската война от етолиите. През 6 век пр.н.е. е столица на озолийские локриди. През 653 пр.н.е. жители на Амфиса напускат Гърция и се заселват в Южна Италия (Магна Греция), където основават колонията на еписефирийските локри (днешния град Локри). През Втората Пелопонеска война между 431 и 404 пр.н.е. жителите на Амфиса се присъединяват към страната на Спарта против Атина и Атинския морски съюз. През 357 пр.н.е. амфисите се бият против фоките. Амфиса е разрушен от македонския цар Филип II през 338 пр.н.е., но скоро е обновен.
През 191 пр.н.е. след Битката при Термопилите Амфиса е обсаден от Маний Ацилий Глабрион, но той не успява да го превземе.
През 180 пр.н.е. Амфиса според Павзаний има 70.000 жители. Между 174 и 160 пр.н.е. градът става част от римската провинция Ахея.
Според хрониката на монаха Евтимий от Галаксиди българите нападат и завладяват Амфиса в края на 10 век, вероятно при похода на Самуил, завършил с битката при Сперхей. През 1204 г. е под владението на франките и Бонифаций Монфератски, който му дава името Салона.
На 27 март 1821 г. Амфиса с командир Panourgia е първият град от османската провинция Румелия, който се навдига против османските владетели с победа на 10 април 1821 г.
1833 г. Салона се нарича отново Амфиса.